# Academia Talmúdica Marsha Stern
La Academia Talmúdica Marsha Stern, también conocida como Yeshiva University High School for Boys y Academia Talmúdica de Manhattan, es una escuela secundaria judía ortodoxa y una yeshivá. La academia talmúdica, está ubicada en el barrio de Manhattan, es una escuela secundaria preparatoria para los futuros alumnos de la Universidad Yeshiva, la escuela está ubicada en el barrio de Washington Heights, en el distrito de Manhattan de la ciudad de Nueva York.

## Historia
La Academia Talmúdica de Manhattan fue fundada en 1916 por el Rabino Bernard Revel. Fue la primera escuela secundaria judía académica en América, y la primera en ofrecer un plan de estudios dual, que ahora es habitual en las escuelas judías, de enseñanza judía y estudios seculares. El colegio originalmente estaba ubicado en el Lower East Side de Manhattan, y se trasladó a Washington Heights con el resto de la yeshivá a finales de la década de los años 1920. 

## Edificio
El edificio estaba originalmente planeado solo para albergar una escuela secundaria, pero fue compartido con las otras escuelas de la Universidad Yeshiva durante muchos años, antes de que el campus se expandiera, hoy en día ese edificio está casi totalmente ocupado por la escuela secundaria, y por los otros edificios del campus principal de la universidad que lo rodean. Actualmente el jefe de la academia es el Rabino Josh Kahn, y el director de la yeshivá es el Rabino Michael Taubes.

## Valores
Los principales valores de la escuela son los mismos valores de la Universidad Yeshiva, una filosofía llamada Torah Umadá. Esta idea enfatiza la enseñanza tanto de la Torá como de los estudios seculares. Las clases que se enseñan tratan sobre los estudios judíos, incluyendo la Guemará, el Talmud, el Tanaj, la Biblia hebrea, y la Halajá (la Ley judía). Estas clases se imparten durante la mañana. Por la tarde, los estudiantes participan en un programa de estudios generales, muchas de estas clases terminan con algunas pruebas de nivel avanzado.

## Estudios
La escuela ofrece clases matutinas sobre la Guemará y el Tanaj. Por la tarde la escuela ofrece los estudios seculares, incluyendo la asignatura de historia. Los estudiantes de décimo grado pueden aprender algo de historia europea. Los estudiantes de undécimo grado pueden aprender cursos sobre cálculo, física, biología e informática. Los estudiantes de duodécimo grado aprenden la asignatura de historia de los Estados Unidos, literatura inglesa, cálculo y economía. También se enseña idioma hebreo moderno e idioma español. Además, los estudiantes del último año tienen la opción de aprender cursos en el colegio de la yeshivá, y en la Escuela de Negocios Sy Syms. Casi todas las clases que se ofrecen dentro de la escuela están abiertas a los estudiantes de diferentes niveles, incluyendo a estudiantes principiantes, intermedios y avanzados.

## Actividades
Los estudiantes de la academia pueden participar en muchas actividades, se reúnen después de la escuela y durante los almuerzos. La escuela tiene equipos de baloncesto, hockey, y lucha libre, así como de esgrima, béisbol, softball, natación y fútbol. Otras actividades realizadas por los alumnos incluyen jugar al ajedrez y realizar impresiones en 3D. Los estudiantes de la yeshivá también editan varias publicaciones. Durante los últimos años la escuela ha enviado a algunos grupos de estudiantes y a delegaciones a países como Turquía, Alemania, Polonia e Israel.